# 자양면
자양면(紫陽面)은 대한민국 경상북도 영천시의 면이다. 용계서원을 비롯한 유서깊은 문화유적이 곳곳에 산재해 있고 영천댐을 돌아가면서 벚꽃, 개나리, 산철쭉, 장미 등으로 조성된 꽃길과 어우러진 기룡산을 비롯한 수려한 자연경관이 있어 관광지로도 각광받고 있다. 또한 보현산 자락 아래에 있어 감자, 고추, 산나물, 미나리, 능이버섯이 특산물로 재배되고 있다. 넓이는 89.4km2이고, 인구는 2013년 기준으로 1,182명이다.

## 행정 구역
| 법정리 | 행정리                             |
| ------ | ---------------------------------- |
| 노항리 | 노항리                             |
| 도일리 | 도일리                             |
| 보현리 | 보현1리, 보현2리, 보현3리, 보현4리 |
| 삼귀리 | 삼귀리                             |
| 성곡리 | 성곡리                             |
| 신방리 | 신방1리, 신방2리                   |
| 용산리 | 용산리                             |
| 용화리 | 용화리                             |
| 충효리 | 충효1리, 충효2리, 충효3리          |

## 교육 기관
| 학교명                  | 소재지                | 비고        |
| ----------------------- | --------------------- | ----------- |
| 자천초등학교 보현분교장 | 자양면 별빛로 1183    |             |
| 자양초등학교            | 자양면 포은로 1625-11 | 1999년 폐교 |
| 자양중학교              | 자양면 별빛로 1183    | 1998년 폐교 |
| 자양중학교 성곡분교     | 자양면 포은로 1625-11 | 1997년 폐교 |